# Poza Rica

Poza Rica (formalmente Poza Rica de Hidalgo) é uma cidade localizada ao norte do estado mexicano de Veracruz. Tem uma população de 193,311 habitantes (2010).